# 趙祖貽
趙祖貽（1897年—1956年6月10日），字劍塵。松江省昌圖縣人。民國39年（1950年）在松江省選區遞補當選第一屆立法委員

## 生平[2][3][4]
- 北平中國大學經濟系
- 美國哥倫比亞大學政治研究院（民國14年8月赴美[5]）
- 普通文官、高等文官考試及格
- 中學主任
- 大學講師、教授
- 報社通訊記者、總編輯、社長
- 政府各機關科長、秘書處長、副局長、專門委員、參議、主任秘書、委員等職
- 民國45年6月10日病故[6]